# Paenasti
Paenasti – wieś w Estonii, w prowincji Viljandi, w gminie Kõo.